# Іслам у США

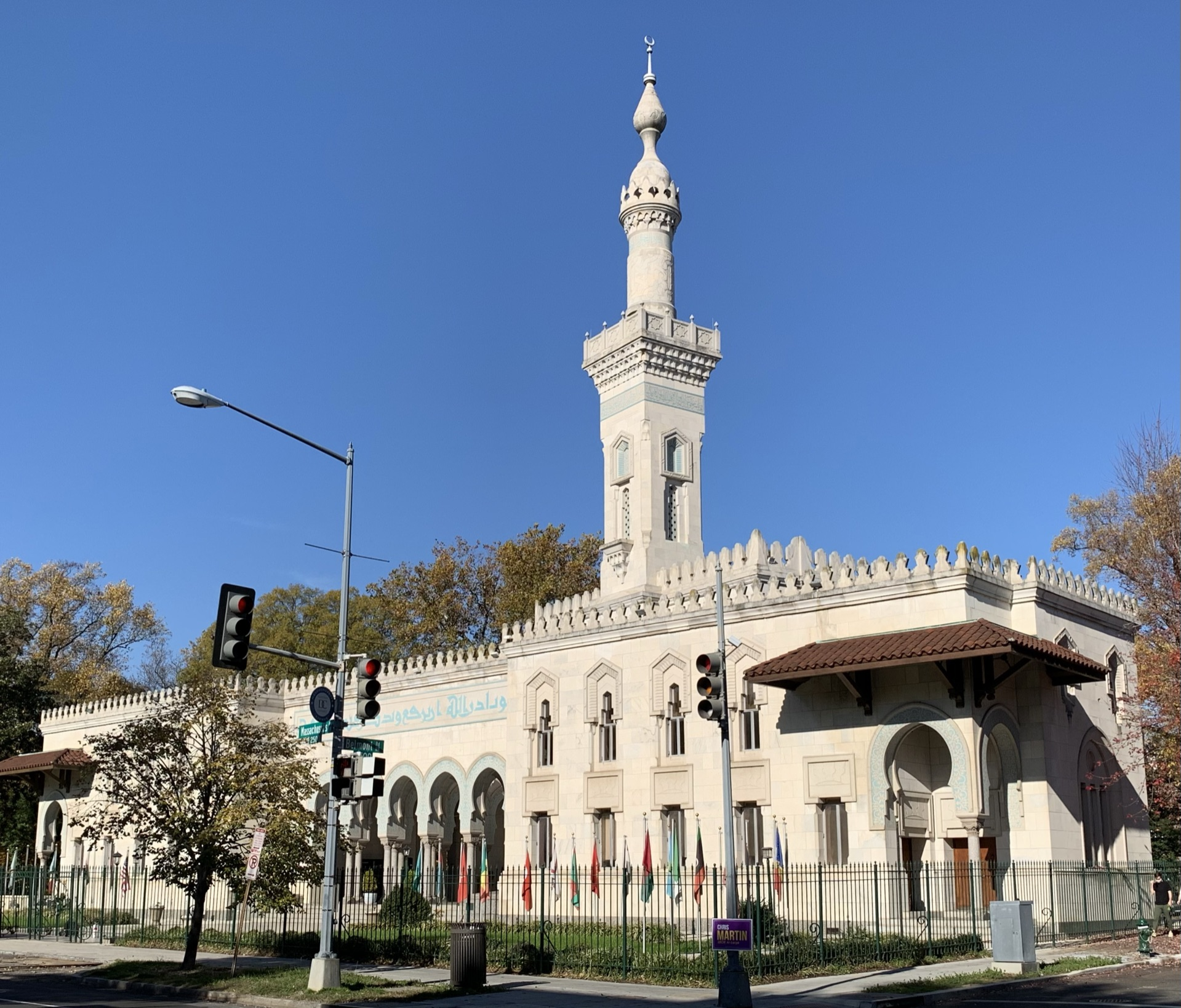
Ісламський центр Вашингтона

Іслам в США — третя за величиною релігія в США після християнства та юдаїзму.  Дослідження 2017 року підрахувало, що 3,45 мільйона мусульман проживають у Сполучених Штатах, приблизно 1,1 % від загальної кількості населення США.
Американські мусульмани походять мають різне походження.
У 2005 році більше людей з більшості мусульманських країн стали законними постійними жителями США — майже 96 000 — ніж у будь-який інший рік за попередні два десятиліття.
Більшість мусульман США — суніти, також проживають шиїти, Ахмадія.

## Історія

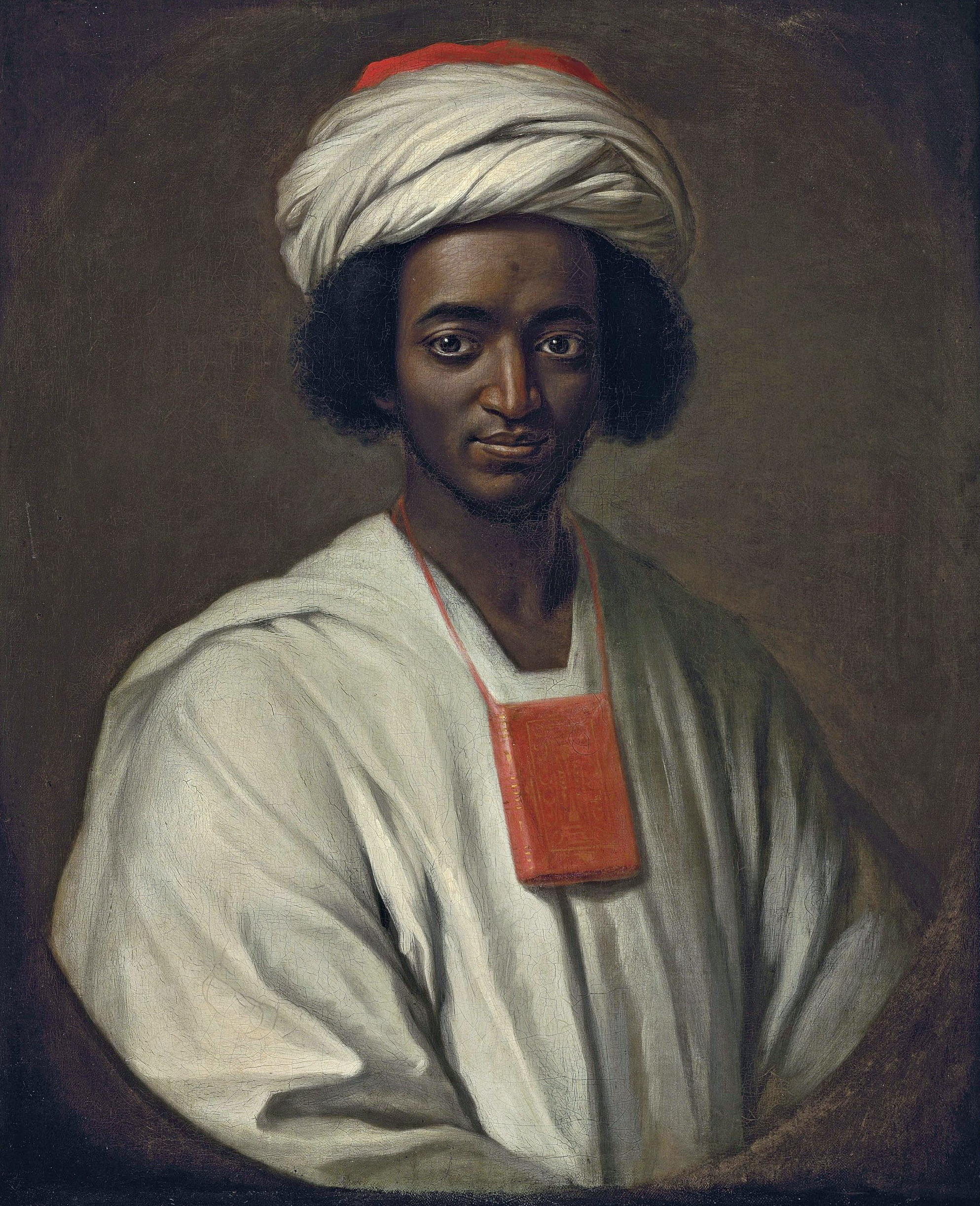
Аюба Сулейман Діалло був сином імама Бунди в Африці, перш ніж потрапив у рабство.

Історики стверджують, що мусульмани вперше прибули в Америку на початку XVI століття в сучасні штати Нью-Мексико та Аризона. Усі аналітики сходяться на думці, що перша міграція складалася з африканських рабів. Більшість рабів, які намагалися підтримувати ісламські релігійні обряди після прибуття, були насильно переведені в християнство. У середині XVII століття зафіксовано, що турецькі мусульмани іммігрували разом з іншими європейськими іммігрантами. Імміграція різко зросла з 1878 по 1924 рік, коли мусульмани з Балкан та Сирії оселилися в штатах Іллінойс, Огайо, Мічиган, Айова. У той час у компанії Ford Motor працювали мусульмани, а також афроамериканці.
Мусульманське населення США різко збільшилося після того, як президент Ліндон Джонсон підписав закон про імміграцію та громадянство 1965 року.
Третина цих іммігрантів походила з Північної Африки та Близького Сходу, одна третина — з країн Південної Азії, а решта третини походила з усього світу.

## Організації
Однією з найбільших ісламських організацій є Ісламське товариство Північної Америки (ISNA), яке каже, що 27 % мечетей в США пов'язані з нею.
Другою за чисельністю є громада під керівництвом В. Діна Мухаммеда або Американське товариство мусульман з 19 % мечетей.